# Tegenaria lenkoranica
Espèce
Synonymes
- Malthonica lenkoranica Guseinov, Marusik & Koponen, 2005

Tegenaria lenkoranica est une espèce d'araignées aranéomorphes de la famille des Agelenidae.

## Distribution
Cette espèce se rencontre en Azerbaïdjan au Nakhitchevan et en Iran dans les provinces de Téhéran, de Mazandéran et d'Alborz,,.

## Description
Le mâle holotype mesure 11,10 mm et la femelle paratype 11,10 mm.

## Étymologie
Son nom d'espèce lui a été donné en référence au lieu de sa découverte, Lankaran.

## Publication originale
- Guseinov, Marusik & Koponen, 2005 : Spiders (Arachnida: Aranei) of Azerbaijan 5. Faunistic review of the funnel-web spiders (Agelenidae) with the description of a new genus and species. Arthropoda Selecta, vol. 14, no 2,  p. 153-177 (texte intégral).